# Witbuikbronzemannetje
Het witbuikbronzemannetje (Lonchura leucogastra) is een zangvogel uit de familie van de prachtvinken (Estrildidae).

## Verspreiding en leefgebied
Deze soort komt voor van Maleisië tot de Filipijnen en telt 6 ondersoorten:
- Lonchura leucogastra leucogastra: Maleisië, Sumatra en Java.
- Lonchura leucogastra palawana: Palawan (de westelijke Filipijnen), noordelijk en oostelijk Borneo.
- Lonchura leucogastra smythiesi: westelijk Borneo.
- Lonchura leucogastra castanonota: zuidelijk Borneo.
- Lonchura leucogastra everetti: de noordelijke Filipijnen.
- Lonchura leucogastra manueli: de centrale en zuidelijke Filipijnen.